# George Burnham
George Burnham (* 28. Dezember 1868 in London, England; † 28. Juni 1939 in San Diego, Kalifornien) war ein US-amerikanischer Politiker. Zwischen 1933 und 1937 vertrat er den Bundesstaat Kalifornien im US-Repräsentantenhaus.

## Werdegang
George Burnham besuchte die öffentlichen Schulen seiner englischen Heimat. 1881 wanderte er mit seinen Eltern in die Vereinigten Staaten aus, wo sich die Familie zunächst in Spring Valley (Minnesota) niederließ. Seit 1887 lebte Burnham in Jackson, wo er als Schuhverkäufer arbeitete. In den Jahren 1901 bis 1903 war er in Spokane (Washington) in der Immobilienbranche sowie als Rancher tätig. Danach zog er nach San Diego in Kalifornien, wo er bis 1917 erneut in der Immobilienbranche arbeitete. Anschließend war er auch im Bankgewerbe beschäftigt. Im Jahr 1909 gehörte er zu den Organisatoren der Panama-California Exposition in San Diego. Von 1909 bis 1916 fungierte er als Vizepräsident dieser Ausstellung. 1910 war er Mitglied einer Handelskommission, die nach China reiste. In den Jahren 1926 bis 1932 war er auch Mitglied in zwei Bibliothekskommissionen in San Diego. Gleichzeitig schlug er als Mitglied der Republikanischen Partei eine politische Laufbahn ein.
Bei den Kongresswahlen des Jahres 1932 wurde Burnham im damals neu eingerichteten 20. Wahlbezirk von Kalifornien in das US-Repräsentantenhaus in Washington, D.C. gewählt, wo er am 4. März 1933 sein neues Mandat antrat. Nach einer Wiederwahl konnte er bis zum 3. Januar 1937 zwei Legislaturperioden im Kongress absolvieren. Während dieser Zeit wurden dort viele der New-Deal-Gesetze der Bundesregierung unter Präsident Franklin D. Roosevelt verabschiedet, denen Burnhams Partei eher ablehnend gegenüberstand. In den Jahren 1935 und 1936 war er Vizepräsident der California Pacific International Exposition.
1936 verzichtete Burnham auf eine weitere Kandidatur. Nach dem Ende seiner Zeit im US-Repräsentantenhaus zog er sich in den Ruhestand zurück. Er starb am 28. Juni 1939 in San Diego.